# Vaufrey
Vaufrey är en kommun i departementet Doubs i regionen Bourgogne-Franche-Comté i östra Frankrike. Kommunen ligger i kantonen Saint-Hippolyte som tillhör arrondissementet Montbéliard. År 2022 hade Vaufrey 147 invånare.

## Befolkningsutveckling
Antalet invånare i kommunen Vaufrey
Referens:INSEE